# Málaga-Centro-Alameda
Málaga-Centro-Alameda (hiszp: Estación de Málaga-Centro-Alameda) – stacja kolejowa w Maladze, w prowincji Malaga, we wspólnocie autonomicznej Andaluzja, w Hiszpanii. Znajduje się na linii Malaga-Fuengirola oraz na liniach C1 i C2 Cercanías Málaga.
Stacja ta pochodzi z 1976 roku, kiedy zbudowano przedłużenie od dworca kolejowego do centrum miasta. Na początku stacja nosiła nazwę Málaga-Guadalmedina. Znajduje się w dzielnicy El Perchel, na Calle Cuarteles.
| Stacja początkowa | < stacja       | Linia                                      | stacja >              | Stacja końcowa |
| ----------------- | -------------- | ------------------------------------------ | --------------------- | -------------- |
| Początek trasy    | Początek trasy | Linia C-1 Málaga - Aeropuerto - Fuengirola | Málaga-María Zambrano | Fuengirola     |
| Początek trasy    | Początek trasy | Linia C-2 Málaga - Álora                   | Málaga-María Zambrano | Álora          |